# Martin Štolc
Martin Štolc [martyn štolc] (28. června 1917 Hranovnica – 21. srpna 2000 Poprad) byl slovenský právník, sportovec a trenér. Patřil mezi tzv. „obojživelníky“, vrcholově hrál lední hokej i fotbal. V obou sportech nastupoval v útoku.
Od roku 1921 žil v Popradu, kde také začal sportovat. Po maturitě na gymnáziu v Kežmarku studoval na Právnické fakultě Univerzity Komenského v Bratislavě. Krátce působil v Prešově, potom v Levoči a od roku 1945 ve funkci soudce na okresním soudu v Popradu. Odsud odešel na státní notářství, kde pracoval do svých 60 let jako vedoucí státní notář.

## Hokejová kariéra
Dlouhá léta byl jednou z největších osobností popradského hokeje, za muže nastupoval už jako patnáctiletý. Podílel se na zisku dvou titulů zemského mistra Slovenska (1932/33 a 1933/34). Během vysokoškolského studia hrál od sezony 1936/37 za VŠ Bratislava, po sezoně 1940/41 se vrátil do Popradu. Přestože ho od roku 1937 omezovalo zranění kolene, za války reprezentoval Slovensko a po jejím skončení si s Popradem zahrál ve dvou ročnících nejvyšší československé soutěže. Později byl úspěšným trenérem.

### Reprezentace
Za slovenskou reprezentaci nastoupil v 9 utkáních (01.02.1940–20.02.1941), v nichž vstřelil 2 branky. Podle jiného zdroje skóroval jednou.

### Československá liga
V sezonách 1945/46 a 1946/47 hrál v I. československé lize za HC Tatry Poprad.

### Trenér
Po skončení hráčské činnosti se stal trenérem. Společně s Rudolfem Tomáškem a Júliem Maličkým se začali systematicky věnovat popradské mládeži. Pořádali turnaje uličních družstev, na nichž si vyhlíželi talentované hráče. V roce 1956, v němž vznikla dorostenecká liga, měli tito tři trenéři v přípravě a pravidelném tréninku okolo 120 svěřenců.

## Fotbalová kariéra
Popradský odchovanec hrál v československé lize za I. ČsŠK Bratislava během vysokoškolských studií, vstřelil dvě prvoligové branky. Ve svém osmém prvoligovém zápase v dubnu 1937 v Plzni utrpěl vážné zranění kolene a šlach, které ukončilo jeho fotbalovou kariéru.

### Prvoligová bilance
| Ročník             | Zápasy | Góly | Minuty | Klub               |
| ------------------ | ------ | ---- | ------ | ------------------ |
| I. liga 1936/37    | 8      | 2    | –      | I. ČsŠK Bratislava |
| CELKEM I. ČS. LIGA | 8      | 2    | –      |                    |